# 奈良県立大和中央高等学校
奈良県立大和中央高等学校（ならけんりつ やまとちゅうおう こうとうがっこう、英: Nara Prefectural Yamato-chuo Senior High School）は、奈良県大和郡山市筒井町に所在する県立高等学校。

## 概要
2008年4月1日、奈良県立奈良高等学校の定時制課程・通信制課程が奈良県立北和女子高等学校跡地に移転して開校した。通信制課程を併設した奈良県初の三部制単位制の高校として誕生した。原則4年修業であるが、他の部や通信制課程との併修で全日制高校と同じ3年卒業も可能である。

### スクール・ミッション
- 生徒の学習ニーズやライフスタイル等に応じた学習機会の提供

定時制課程
- 生徒の「個別最適な学び」や「学び直し」等に対する支援[1]

通信制課程
- 生徒の「学び直し」や不登校生徒等に対する支援[2]

### 教育方針

#### アドミッション・ポリシー
定時制課程
以下のような生徒を積極的に受け入れる。
- 本校の教育方針や教育内容を理解し、目標に向け自らの意志で学ぼうとする意欲をもつ生徒。
- 自分の生活リズムや職業等に合わせて学び、高等学校卒業を目指す生徒。
- 基本的生活習慣、基礎的・基本的な学力、規範意識等、社会で必要な力を身に付けたいと願う生徒。
- 新たな学校生活の中で自分を見つめ、新しい自分の発見や成長を目指す生徒。
- 多様な価値観や一人ひとりの違いを認めつつ、仲間と共に高め合いたいと願う生徒[1]。

通信制課程
以下のような生徒を募集し、入学者選抜を経て受け入れる。
1. 「高校を卒業したい」という強い意志を持ち、真剣に学校生活を送ることができる生徒を募集する。
2. 通信制で学ぶ基本となる「時間の管理」ができる生徒を募集する。
3. 卒業後の進路目標や目的意識を明確に持ち、「自学自習」ができる生徒を募集する。
4. 自己を高め、個性を大切にし、一人ひとりの違いを認められる生徒を募集する。
5. 何事にも、こつこつと粘り強く取り組むことができる生徒を募集する。
6. 基礎学力が身に付いており、さらに学力を伸ばそうとする意欲ある生徒を募集する[2]。

#### カリキュラム・ポリシー
定時制課程
「自律」「敬愛」「進取」の校訓のもと、以下のような教育活動を行う。
- 単位制の特徴を生かし、生徒が自らに適した教科・科目を積極的に選択できる教育課程を編成する。
- 基礎的・基本的な学力の充実や社会的・職業的自立の基盤となる資質・能力の習得を目指した学校設定科目を設定する。
- 共通科目に加え、商業科・家庭科等において、生徒の資格・検定等の取得につながる専門科目を設定する。
- 高等学校卒業程度認定試験や各種検定等で取得した単位を卒業単位として認定するなど生徒の積極的な学びを評価し、3年修業による卒業の選択も可能とする。
- 定期的なスクリーニング等によるきめ細かい生徒理解に努め、SC（スクールカウンセラー）・SSW（スクールソーシャルワーカー）や関係機関等と連携した支援を推進する。
- 多様な生徒の学びを保証するため、UDL（学びのユニバーサルデザイン）を意識した授業づくりに取り組む。
- 生徒の学習上・生活上の困難等の改善・克服を図るため、「通級による指導」を実施する。
- HRや総合的な探究の時間、部活動等を通して、生徒の社会性や人権意識の醸成、自己管理能力や望ましい勤労観等の獲得、進路実現等を支援する。

・BYODの活用等、ICTを活用した教育活動の充実を図る。
通信制課程
「自律」「敬愛」「進取」の校訓のもと、以下のような教育活動を行う。
1. 自学自習がスムーズに行えるように、スクーリング（面接指導）で、学習の方法を丁寧に指導する。
2. 学校設定科目「数学入門」、「英語入門」では、基礎学力の定着を図る。
3. 総合的な探究の時間「つどい」では、学習意欲、自尊感情、勤労観、自己表現力等の向上を図る。
4. 日曜コースと平日コースを設け、自分のライフスタイルに応じた学びを設定できます。また、3年間での卒業も可能である。
5. 個別の「自学自習」を支援するために、毎週1回、生徒相談日を設けている。
6. 自学自習に適したレポートを作成し、丁寧な添削指導を行う。
7. 「生徒交流会」や「夏の風物詩」などの学校行事を、特別活動として認定する。
8. 郷土を愛する心を育むことを目的とした、「生活文化の伝承」や「奈良TIME」では、探究心を高める共に地域と密接に連携した教育活動を行う[2]。

#### グラデュエーション・ポリシー
定時制課程
卒業までに、以下の資質・能力の育成を目指する。
- 自主自立の精神をもって自分がなすべきことを適切に判断し、行動できる。
- 情操豊かな心をもって、自他の人格を尊重できる。
- 自ら進んで目標を定め、その達成に向け真剣に努力し、未来を切り開いていけるたくましさをもつ[1]。

通信制課程
以下の資質・能力を身に付け、74単位以上の単位数を修得した生徒に卒業を認定する。
1. 社会的自立に必要となる生きる力、基礎的な学力、勤労観を育成する。
2. 自尊感情を高め、互いの人権を尊重し、命を大切にする心と行動力を育成する。
3. 意欲的に学びに向かう力と、粘り強く目標に向かって努力する態度を育成する。
4. 自ら考え判断し、計画的に行動できる力や自己管理力を育成する[2]。

#### 校訓
本校の生徒としてこういう人に育ってほしいという思いと、校章に込めた願いから、校訓は「自律」「敬愛」「進取」の３つに決定した。

## 沿革

### 略歴
- 2008年4月1日 - 奈良県立奈良高等学校の定時制課程・通信制課程を移管し開校。

## 基礎データ

### 所在地
奈良県大和郡山市筒井町1201

### 通学区域
- 奈良県内全域

### アクセス
- 近鉄橿原線「筒井駅」より東へ1.1km（徒歩約15分）

### 象徴

#### 校章
フレックスな学習時間をもつ学校の象徴として「針のない時計」を意匠化し、そこに生徒が針を書き加えることで、主体的に生活設計をしてほしいという思いを込めている。また、国際社会に適応してグローバルに活躍してくれることを願い、エンブレム風に英語で校名と設置年を記した。さらに、筒井城の壕跡など地元筒井地区には蓮が多数群生することから周囲には蓮華座を配し、古代の鏡にも船の舵にも見えるこのデザインには、自らの姿を映し、進路を切り開いて行ってほしいという願いも込めている。。　　

#### 校歌
作詞は池田晶雄、作曲は島崎悠気による。歌詞は2番まであり、校名は登場しない。　　

## 設置する課程、学科及び定員
- 定時制課程
  - 普通科
    - I部（午前の部）
    - II部（午後の部）
    - III部（夜間の部） - 2023年度より生徒募集停止、2025年度末閉部予定。
- 通信制課程
  - 普通科 - 2024年度より生徒募集停止、2026年度末閉課程予定。

## 高校関係者と組織

### 高校関係者組織
- 奈良県立大和中央高等学校学校運営協議会 - 保護者、地域住民、校長、関係行政機関の職員の中から委嘱された委員による機関。学校運営及び当該運営への必要な支援に関して協議する。
- 奈良県立大和中央高等学校定時制同窓会 - 定時制課程卒業生による同窓会組織
- 奈良県立大和中央高等学校通信制同窓会 - 通信制課程卒業生による同窓会組織
- 奈良県立大和中央高等学校定時制後援会 - 定時制課程生徒の保護者による保護者会組織で、会員は入会金及び年会費を納入する。
- 奈良県立大和中央高等学校通信制後援会 - 通信制課程生徒の保護者による保護者会組織で、会員は入会金及び年会費を納入する。